# Dave Cullinan
Dave Cullinan (8 de mayo de 1968) es un deportista estadounidense que compitió en ciclismo de montaña en la disciplina de descenso. Ganó una medalla de oro en el Campeonato Mundial de Ciclismo de Montaña de 1992.

## Palmarés internacional
| Campeonato Mundial | Campeonato Mundial | Campeonato Mundial | Campeonato Mundial |
| Año                | Lugar              | Medalla            | Competición        |
| ------------------ | ------------------ | ------------------ | ------------------ |
| 1992               | Bromont (Canadá)   | Medalla de oro     | Descenso           |